# Fabien Olicard
Fabien Olicard, né le 22 novembre 1982 à La Rochelle, est un mentaliste, humoriste et vidéaste web français. Connu pour ses techniques de mémorisation et son humour, il se produit en spectacles depuis 2011. Vidéaste sur YouTube, il s'est produit dans des salles françaises comme le Zénith de Paris et l'Olympia. Il a écrit plusieurs livres sur le cerveau et la mémoire.

## Biographie
Fabien Olicard est le troisième enfant de Marcel Olicard et Cathy Picoron. Il passe son enfance à Marsilly. À 7 ou 8 ans, un test de Q.I. lui révèle qu'il possède une mémoire eidétique, quasi-photographique. C'est également à cet âge qu'il commence à se passionner pour l'illusionnisme après avoir acheté le livre Cours Magica de Robert Veno dans un vide-greniers.
Après avoir redoublé sa seconde, Fabien Olicard passe un baccalauréat scientifique puis arrête ses études. Il se consacre à l'illusionnisme et se spécialise, au milieu des années 2000, dans le mentalisme. Multipliant les formations, il exerce sa mémoire en tant que serveur dans un restaurant. En 2007, il se présente aux Cannes d'or et remporte le 1er prix dans la catégorie close-up. Repéré par un producteur, il travaille sur le festival d'humour de Saint-Martin.
Jusqu'en 2011, il se produit dans sa région natale ou sur des croisières, ses spectacles restent confidentiels. La Comédie des 3 bornes lui permet de se produire à Paris. Il y reste deux ans avant de jouer son spectacle chaque mardi au Théâtre du Point-Virgule puis au Grand Point-Virgule. Son spectacle est une succession de démonstrations de techniques de mentalisme, de neurosciences et de communication non verbale comme par exemples la lecture à froid, la prosodie, la graphologie et la synergologie,. Il y connaît le succès, aidé par la diffusion télévisée en France de la série américaine Mentalist qui popularise la « magie mentale ».
Nouveau créateur de contenu sur la plateforme web YouTube, Fabien Olicard passe de quelques centaines à plus de 200 000 abonnés en postant une vidéo quotidiennement tout au long de l'année 2016. Il occupe la niche inoccupée de la vulgarisation sur le mental et invite à décoder la communication non verbale.
Ce succès en ligne permet au mentaliste de multiplier les apparitions médiatiques comme dans l'émission C'est que de la télé sur C8 ou Vivement dimanche prochain. Chroniqueur de l’émission Antidote de France 2, il participe à une soirée spéciale diffusée sur la chaîne en septembre 2021 intitulée Voyage au cœur de la mémoire. Il participe également à plusieurs épisodes de l’émission E=M6 diffusée sur M6[réf. nécessaire] et réalise plusieurs conférences TED[source insuffisante],[source secondaire nécessaire].
En 2018, il monte le spectacle Singularité qu'il joue à l'Olympia à Paris, au théâtre de la Tour Eiffel et à La Seine musicale. Parmi ses tours, il parvient à deviner le prénom ou le signe astrologique d’un inconnu, déduire la couleur d’une carte d’après les micro-expressions ou encore faire mémoriser les vingt premières décimales de pi au public.
Entrepreneur, il écrit des livres et édite des jeux de société autour de la magie et du mentalisme,,. En 2020, il lance un magazine mensuel intitulé Curiouz et un podcast appelé « L'hippocampe »,.
Le 15 mars 2023, il devient sociétaire de l'émission Les Grosses Têtes animée par Laurent Ruquier[réf. nécessaire].

## Publications et participations à caractère artistique

### Livres
- Votre cerveau est extraordinaire : 50 astuces de mentaliste qui vont vous changer la vie, First, 18 mai 2017, 160 p. (ISBN 978-2412022917).
- Votre cerveau est définitivement extraordinaire ! : 50 nouvelles astuces de mentaliste qui vont vous changer la vie (ill. Claire Morel-Fatio), First, 16 mai 2018, 144 p. (ISBN 978-2412035474).
- Votre temps est infini : Et si votre journée était plus longue que vous ne le pensiez ? (ill. Claire Morel-Fatio), First, 3 octobre 2019, 252 p. (ISBN 978-2412049402).
- Le bonheur est caché dans un coin de votre cerveau (ill. Claire Morel-Fatio), First, 24 septembre 2020, 240 p. (ISBN 978-2412060230).
- L'antiguide de la manipulation : Devenez un manipulateur bienveillant et déjouez les manipulateurs toxiques !, First, 12 mai 2021, 240 p. (ISBN 978-2412068465).
- avec Michel Cymes, Mémoire : vous avez le pouvoir ! : Tout comprendre pour s’entraîner et développer son potentiel, First et Solar, 12 mai 2022, 240 p. (ISBN 978-2263179365).
- Votre idée va devenir une réalité : Les méthodes d un procrastinateur abstinent pour mener à bien ses projets, First, 4 mai 2023, 216 p. (ISBN 978-2412088371).
- Votre attention est votre superpouvoir : Des outils efficaces pour aider votre cerveau à se focaliser et rester concentré, First, 2024, 209 p. (ISBN 978-2-412-09524-9).
- La harpe des quatre saisons - Décidez de votre destin (Roman interactif), First, 10 octobre 2024, 336 p. (ISBN 2412097739)
- Ce livre vous fera gagner du temps, First, 15 mai 2025, 240 p. (ISBN 9782412101544)

### Spectacles
- 2014 : Mots de tête
- 2016 : Fabien Olicard vous mentalise
- 2017 : Mental rodage
- 2018 : Singularité
- 2022 : Archétypes
- 2025 : Fabien Olicard prend le temps d'en rire

### Jeux de société
- avec Céline Holynski, La Memory box : 400 flashcards + 1 livret : la meilleure méthode pour tout retenir, Larousse, 24 octobre 2018, 64 p. (ISBN 978-2035960054).
- Mon coffret mentaliste : Astuces et tours - Dès 7 ans, Dragon D'Or, 15 octobre 2020, 26 p. (ISBN 978-2821212503).

## Distinctions
- Prix de la Magie au KDOR du Cabaret (parrainé par Patrick Sébastien)
- 1er prix au Speed Dating de l’Humour (Poitiers)
- Prix d’honneur du Festival de la magie (La Rochelle)
- 4e prix aux Lions de Cristal (Luxembourg)
- 1er prix aux Cannes d’Or (Cannes)
- 2012 : Prix du Public & du Jury à la finale parisienne du Train des talents
- 2012 : Prix IDTGV - Train des Talents, grande Finale nationale du Palais des glaces
- 2012 : Mandrake d’Or (Paris Première), émission « Les plus grands magiciens du monde »[19]
- 2013 : Prix Jury du festival « La Machine à Rire »[19]
- 2014 : 4e au concours de l’Ordre européen des Mentalistes (1er du classement français[19])
- 2014 : 1er prix au festival « Les Stars de la magie et les étoiles du cirque »
- 2015-2016 : Élu Spectacle Magique de l’Année par la F.F.A.P.
- 2016 : Jury pour les Championnats de France de Magie (Paris Première)

### Audiographie
- [audio] Fabien Olicard, du resto savoyard à La Rochelle au mentalisme chez Drucker, Histoires de Succès, 69 minutes, podcast de Fabrice Florent, 23 septembre 2019, (écouter en ligne).
- [audio] Les dessous de « l'empire » de Fabien Olicard, Histoires de Succès, 59 minutes, podcast de Fabrice Florent, 23 septembre 2019, (écouter en ligne).